# اورمیهورن
اورمیهورن (به لاتین: Ärmighorn) یک کوه در سوئیس است که در کانتون برن واقع شده‌است. اورمیهورن ۲٬۷۴۲ متر بالاتر از سطح دریا واقع شده‌است.